# Ossip Maximowitsch Bodjanski

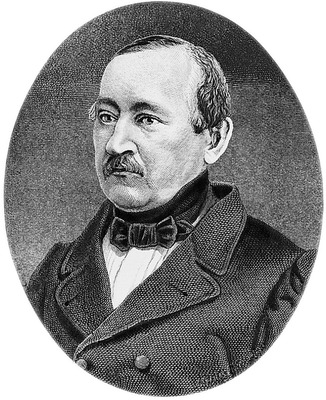
Ossip Maximowitsch Bodjanski

Ossip Maximowitsch Bodjanski (russisch Осип Максимович Бодянский, wiss. Transliteration Osip Maksimovič Bodjanskij; * 3. Novemberjul. / 15. November 1808greg. in Warwa, Gouvernement Tschernigow, Russisches Kaiserreich; † 6. Septemberjul. / 18. September 1877greg. in Moskau) war ein russisch-ukrainischer Slawist, Schriftsteller und Historiker.

## Werdegang
Bodjanski besuchte als Sohn eines Geistlichen bis 1831 das Priesterseminar in Perejaslaw und studierte an der Universität in Moskau, die er 1834 abschloss. Im Anschluss arbeitete er zunächst als Gymnasiallehrer, später am Slawistik-Lehrstuhl der Moskauer Universität. 1837 wurde ihm mit seiner Dissertation „Über die Volkspoesie der slawischen Stämme“ mit Berücksichtigung der ukrainischen Volkslieder der Magistergrad verliehen. Als Forscher bereiste er in den Jahren 1837 bis 1842 im Auftrag der russischen Regierung die slawischen Länder, um die Sprachen, die Literatur und Ethnographie derselben zu studieren, und übernahm nach seiner Rückkehr 1842 als Professor den Lehrstuhl für Geschichte und Literatur der slawischen Völker an der Moskauer Universität. 1854 wurde er korrespondierendes Mitglied der Petersburger Akademie der Wissenschaften.
Im Februar 1844 lernte Bodjanski Taras Schewtschenko kennen und korrespondierte mehrere Jahre mit ihm; aus dem Briefwechsel sind zwei Briefe Bodjanskis und sechs von Schewtschenko erhalten. Er trug durch seine Arbeit einen erheblichen Teil zur Verbreitung Schewtschenkos Dichtung in den slawischen Ländern bei.
Am 6. September 1877 starb Bodjanski in Moskau.

## Werke
Seine Hauptarbeit war die Herausgabe der inhaltreichen „Abhandlungen der Moskauer Gesellschaft der russischen Geschichte und Altertümer“ (1846–49 und 1858–78). Von seinen eignen Schriften sind „Über die Volkspoesie der slawischen Stämme“ (1837) und „Über die Zeit des Ursprungs der slawischen Schrift“ (1855) hervorzuheben.

## Namen/Pseudonyme
Bodjanski schrieb unter verschiedenen Pseudonymen, darunter Ossyp Boda-Warwynez (О. Бода-Варвинець), Isko Materynka (Ісько Материнка) und I. Mastak (І. Мастак). Die ukrainische Schreibweise seines Namens ist Ossyp Maxymowytsch Bodjanskyj (Осип Максимович Бодянський).